# Bruno Fratus
Bruno Giuseppe Fratus (Macaé, 30 de junio de 1989) es un nadador brasileño de estilo libre. Medallista de bronce en los 50 m libres en los Juegos Olímpicos de Tokio 2020 y tiene cuatro medallas en Campeonatos Mundiales: tres platas (dos en 50 m libres y una en relevos 4x100 m libres de Brasil) y una de bronce (también en 50 m libres). También es campeón del Campeonato Pan-Pacífico de 2014 y de los Juegos Panamericanos de 2019 en los 50m estilo libre.

## Primeros años
Bruno nació en la ciudad de Macaé, localidad de Río de Janeiro, hijo de padre paulista y madre potiguar; tiene una hermana bahiana. Aunque nació en Río, Bruno fue criado en Natal y Mossoró, Rio Grande do Norte.
Fue estudiante de Colégio Marista de Natal y Mater Christi de Mossoró.

## Trayectoria
En el Campeonato Pan-Pacífico de Natación de 2010 en Irvine, Fratus hizo su primera participación importante en un torneo internacional, terminando cuarto en 50 metros libre, con un tiempo de 21s93. También terminó 25º en los 100 metros libre.
En el Campeonato Mundial de Natación de 2011 en Shanghái, Fratus hizo el mejor tiempo en las semifinales de los 50 m libre: 21s76. Terminó quinto en la final con un tiempo de 21s96.

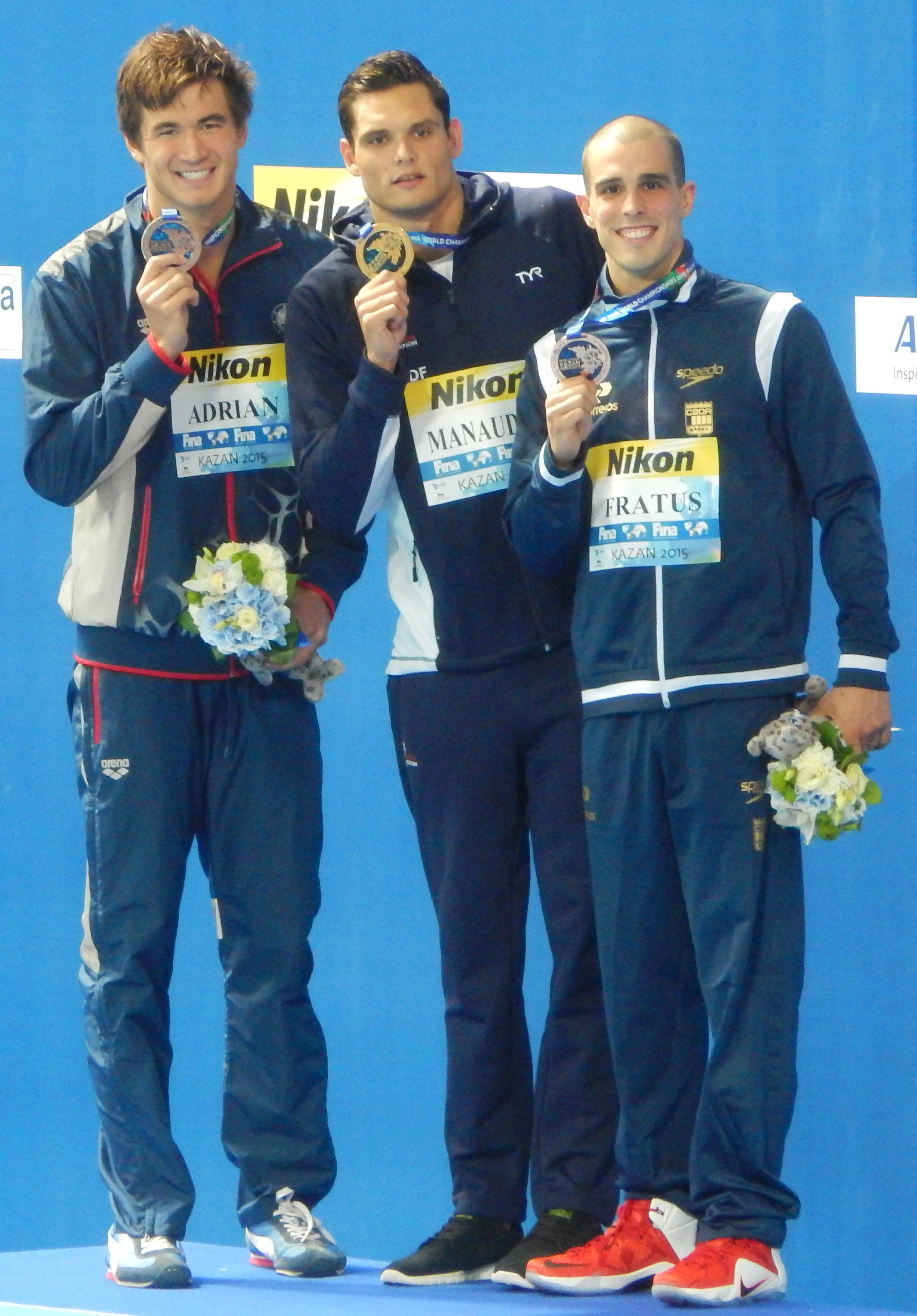
Fratus con su medalla de bronce en el Mundial de 2015 Kazan

En los Juegos Panamericanos de 2011 en Guadalajara, ganó tres medallas: la medalla de oro en los 4 × 100 m libre y medley-relés, y la medalla de plata en los 50 metros libres.
En abril de 2012, disputando el Trofeo Maria Lenk, en Río de Janeiro, Fratus obtuvo la marca de 21s70 en los 50 metros libre.
En los Juegos Olímpicos de Londres 2012, Fratus llegó a la final de los 50 m libre, obteniendo el cuarto lugar con la marca 21s61, a sólo 2 centésimas de segundo detrás de César Cielo, que ganó el bronce con 21s59.
En mayo de 2013, Fratus sometió a una cirugía para resolver una lesión en su hombro derecho, que había durado dos años.
Fratus ganó una medalla de oro en los Juegos Suramericanos de 2014. En los 50 m libre, rompió el récord de la competición con un tiempo de 22s12 en las eliminatorias.
En el Trofeo Maria Lenk de 2014, en São Paulo, ganó una medalla de plata en los 50 metros libres con un tiempo de 21s45, perdiendo sólo ante Cielo, que ganó con un tiempo de 21s39.
En el Campeonato Pan-Pacífico de Natación de 2014 en Gold Coast, Australia, Fratus ganó la medalla de bronce en el relevo 4 x 100 libre brasileño, junto con João de Lucca, Marcelo Chierighini y Nicolas Oliveira. Los expertos dijeron que si César Cielo y Matheus Santana estaban celebrando este relé, Brasil habría ganado el oro, derrotando a Australia y los Estados Unidos. Al día siguiente, ganó la medalla de oro en los 50 metros libre, derrotando a los campeones olímpicos Anthony Ervin y Nathan Adrian, rompiendo el récord del campeonato, y batiendo su récord personal con un tiempo de 21s44.
En el Open, celebrado en Río de Janeiro en diciembre de 2014, Fratus bateó su récord personal en los 100 metros libre, con un tiempo de 48s57. Con esto, el relevo 4 × 100 m libre brasileño, cuyo objetivo es ganar los Juegos Olímpicos de 2016, se ha fortificado - César Cielo tiene, como mejor marca personal, 47s84, Marcelo Chierighini tiene 48s11 y Matheus Santana tiene 48s25. También hizo su mejor marca personal en el 50 m libre, con la marca de 21s41. Los únicos nadadores en la historia para lograr mejores marcas sin supertrajes fueron César Cielo y Florent Manaudou, con 21s32, y Frédérick Bousquet con 21s36.
En los Juegos Panamericanos de 2015, Fratus obtuvo una medalla de oro en relevo 4 x 100 m metros libre junto a João de Lucca, Matheus Santana y Marcelo Chierighini (el equipo estableció un nuevo récord de los Juegos Panamericanos con un tiempo de 3: 13.66); y una medalla de plata en 50 m estilo libre.
En el Campeonato Mundial de Natación de 2015, en Kazán, Fratus ganó su primera medalla en los Campeonatos del Mundo en los 50 metros estilo libre, donde ganó la medalla de bronce, con un tiempo de 21.55. También terminó cuarto en los 4 × 100 m libre, junto con Marcelo Chierighini, Matheus Santana y João de Lucca. César Cielo no nadó la final, a pesar de estar participando en el campeonato, estaba sintiendo dolor en el hombro; y sexto en el 4 × 100 metros libre mixto, junto con Matheus Santana, Larissa Oliveira y Daynara de Paula, rompiendo el récord sudamericano con un tiempo de 3:25.58.
En el Abierto celebrado en Palhoça en diciembre de 2015, Bruno Fratus rompió su récord personal en los 50 metros estilo libre, con 21s37, en la apertura del relevo 4 x 50 metros libres del equipo de Pinheiros.
Participó en los Juegos Olímpicos de Río de Janeiro 2016, en el evento de estilo libre de 50 metros, alcanzó el sexto lugar en la final. 
En el Campeonato Mundial de Natación de 2017 en Budapest, en el relevo de estilo libre 4 × 100, el equipo brasileño compuesto por Cielo, Bruno Fratus, Marcelo Chierighini y Gabriel Santos logró un resultado histórico al ganar la medalla de plata, el mejor resultado de Brasil en todo el tiempo en el Campeonato del Mundo. Brasil batió el récord sudamericano de 2009, aún en la era de los súper ropas, con un tiempo de 3m10s34, solo 0.28 segundos por detrás del equipo estadounidense. La última medalla de Brasil en esta carrera, en el Mundial, se obtuvo en 1994. En los 50 m estilo libre, Fratus hizo el mejor marca de su vida en la carrera, 21s27, conquistando así la medalla de plata. Fratus rompió el mejor marca de César Cielo en este evento sin las súper ropas (21s32). También ayudó a la combinación de 4 × 100 m medley de Brasil para ir a la final, nadando en las eliminatorias. 
En septiembre de 2018, Fratus se sometió a una cirugía para corregir una ruptura parcial del tendón subescapular del hombro, perdiendo competencias importantes.
Fratus solo logró volver a entrenar en buenas condiciones en febrero de 2019. En abril logró hacer el mejor tiempo del mundo en los 50 m libres: 21,47. Ganó innumerables oros en las pruebas preparatorias en Europa, y llegó al Campeonato del Mundo con los tres mejores tiempos del mundo en este momento: 21.31 (Mare Nostrum Monaco), 21.42 (Sette Colli) y 21.47.
En el Campeonato Mundial de Natación de 2019 en Gwangju, Corea del Sur, Fratus ganó la medalla de plata en los 50 metros estilo libre masculino por segunda vez consecutiva, con un tiempo de 21,45, perdiendo solo ante Caeleb Dressel. En el relevo de estilo libre de 4 × 100 metros masculino, terminó sexto, lo que ayudó a Brasil a clasificarse para los Juegos Olímpicos de Tokio 2020.
En los Juegos Panamericanos de 2019 realizados en Lima, Perú, Fratus ganó la medalla de oro en los 50 metros estilo libre masculino, derrotando a Nathan Adrian, con un tiempo de 21,61. Ganó otro oro en el relevo de estilo libre de 4 × 100 metros masculino, rompiendo el récord de los Juegos Panamericanos.
En abril de 2021, Bruno Fratus participó en la competencia Pro Swim Series de Mission Viejo, California junto con Caeleb Dressel, Michael Andrew y Nathan Adrian, ganando el primer lugar en la prueba de 50m varonil con un tiempo de 21s80 y calificando para el mundial de Tokio 2020. Esto debido a que previamente la Confederación Brasileña de Deportes acuáticos anunció que Fratus podía usar esta competencia como prueba de selección debido a la situación de la pandemia de coronavirus.
El 1 de agosto de 2021 en la prueba de 50 metros libres ganó la medalla de bronce en los Juegos Olímpicos de Tokio 2020 con un tiempo de 21.57 por detrás de Caeleb Dressel y Florent Manaudou.

## Palmarés internacional
| Juegos Olímpicos   | Juegos Olímpicos        | Juegos Olímpicos  | Juegos Olímpicos   |
| Año                | Lugar                   | Medalla           | Prueba             |
| ------------------ | ----------------------- | ----------------- | ------------------ |
| 2020               | Tokio (Japón)           | Medalla de bronce | 50 metros libre    |
| Campeonato Mundial |                         |                   |                    |
| Año                | Lugar                   | Medalla           | Prueba             |
| 2019               | Gwangju (Corea del Sur) | Medalla de plata  | 50 metros libre    |
| 2017               | Budapest (Hungría)      | Medalla de plata  | 50 metros libre    |
| 2017               | Budapest (Hungría)      | Medalla de plata  | 4x100 metros libre |
| 2015               | Kazán (Rusia)           | Medalla de bronce | 50 metros libre    |